# Nabil Jaadi
Nabil Jaadi (Bruselas, Bélgica, 1 de julio de 1996) es un futbolista belga, con nacionalidad marroquí, que juega en el Ittihad Tanger de Marruecos.

## Biografía
Su hermano Reda Jaadi también es futbolista.

## Carrera
Nacido en Bélgica, Jaadi comparte nacionalidad con Marruecos, habiendo sido internacional con el combinado nacional marroquí sub-17 con el que participó en el Mundial Sub-17 en 2013.
En la temporada 2014-2015, el extremo derecho militó en las filas del equipo italiano Latina Calcio, ubicado en la Serie B. Anterior a esta temporada, el belga-marroquí formó parte del filial y primer equipo del Anderlecht, de la máxima categoría en el fútbol belga.
En 2015, el Granada Club de Fútbol informa de que el jugador llega a la entidad en calidad de cedido por una temporada procedente de Udinese Primavera y militaría en las filas que dirige José Miguel Campos.

## Selección de Marruecos
Ha sido internacional con la selección de fútbol de Marruecos sub-17, jugando 4 partidos y anotando 1 gol.

## Clubes
| Club                         | País      | Año       |
| ---------------------------- | --------- | --------- |
| R. S. C. Anderlecht          | Bélgica   | 2013-2014 |
| Udinese Calcio               | Italia    | 2014-2018 |
| U. S. Latina Calcio (cedido) | Italia    | 2015      |
| Granada C. F. "B" (cedido)   | España    | 2015-2016 |
| Ascoli Calcio 1898 (cedido)  | Italia    | 2016-2017 |
| S. C. Olhanense (cedido)     | Portugal  | 2017      |
| Asteras Tripolis (cedido)    | Grecia    | 2018      |
| F. C. Dinamo de Bucarest     | Rumania   | 2019      |
| Raja Beni Mellal             | Marruecos | 2019      |
| Mouloudia d'Oujda            | Marruecos | 2020-2022 |
| Al Hilal Matruh              | Egipto    | 2022-2023 |
| Ittihad Tanger               | Marruecos | 2023-     |